# أوسيب كلارفاين
أوسيب (يوسف) كلارفاين (6 فبراير 1893 - 9 سبتمبر 1970) كان مهندسًا معماريًا بولنديًا ألمانيًا إسرائيليًا صمم العديد من الأعمال في ألمانيا وإسرائيل . وعمل مع المهندس المعماري الألماني يوهان فريدريش هوغر بين عامي 1921 و1933، وأصبح كبر المصممين لديه. كان كلارفاين ممثلًا مهمًا للمدرسة التعبيرية القرميدية في شمال ألمانيا وكذلك للعمارة الحديثة في إسرائيل.  :294

## حياته

### ألمانيا
ولد كلارفاين في وارسو في بولندا. وكان والده مناحيم كلارفاين مدرسًا للغة العبرية وصهيونيًا. ولكونهم يهود، هاجرت الأسرة إلى ألمانيا بسبب تزايد معاداة السامية في بولندا وروسيا بعد ثورة 1905 الفاشلة في الإمبراطورية الروسية.  :294ودرس كلارفاين الهندسة المعمارية في جامعة ميونخ التقنية من 1917-1919، لكنه لم يحصل على شهادة جامعية.  :294وفي عام 1920، درس مع هانس بولتسيج في استوديو للهندسة المعمارية التابع للأكاديمية البروسية للفنون في برلين.  :294وفي عام 1921 انضم كلارفاين إلى شركة الهندسة المعمارية الخاصة بالمهندس المعماري الألماني فريتس هوغر في هامبورغ .  :294وتطور مكتب هوغر وكبر في تلك السنوات مع تزايد طلبات العملاء والتي تطلبت المزيد من المهندسين والموظفين.  ونشر كلارفاين تصميماته في تلك الفترة تحت اسم هوغر. ومن جانبه قال هوغر أن كلارفاين كان أحد أفضل المهندسين لديه.  وبين عامي 1930 و1933 أشرف كلارفاين على بناء كنيسة هوهنستولرنبلاتس بأسلوب التعبيرية القرميدية، وفق تصميماته في برلين.

### فلسطين تحت الانتداب - إسرائيل

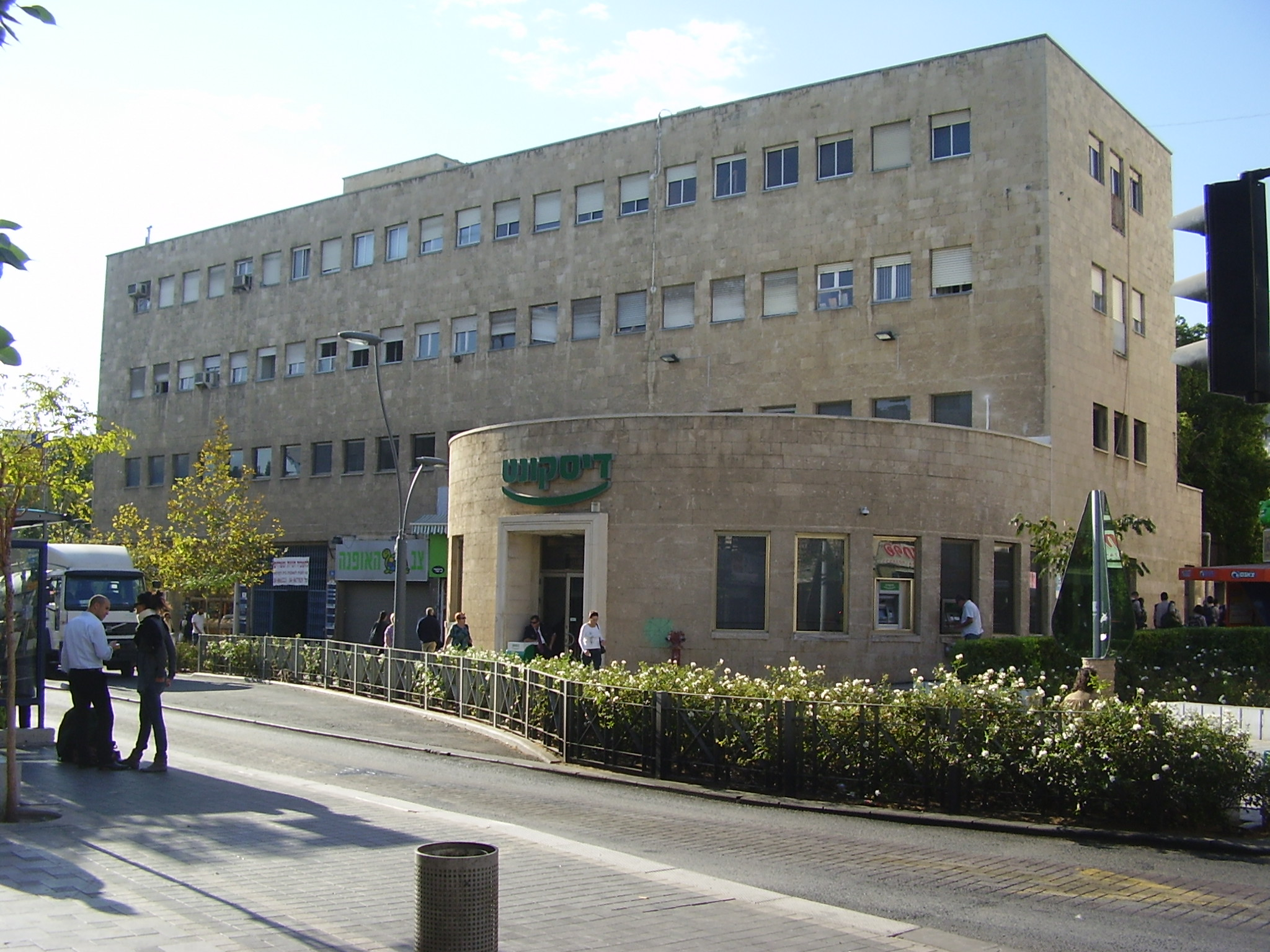
بيت كرانوت في حيفا من تصميم كلارفاين (1935-1937)

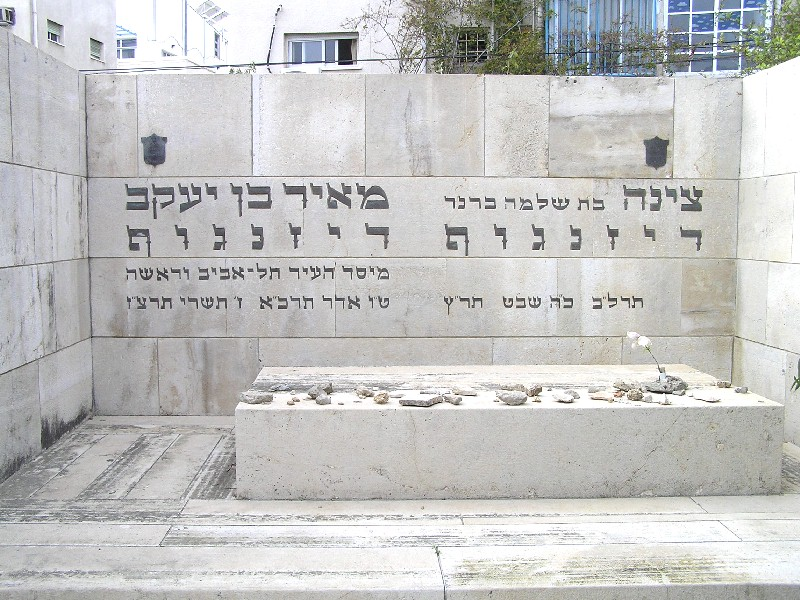
قبر زينا ديزنغوف في مقبرة ترومبلدور في تل أبيب بواسطة من تصميم كلارفاين (1937)

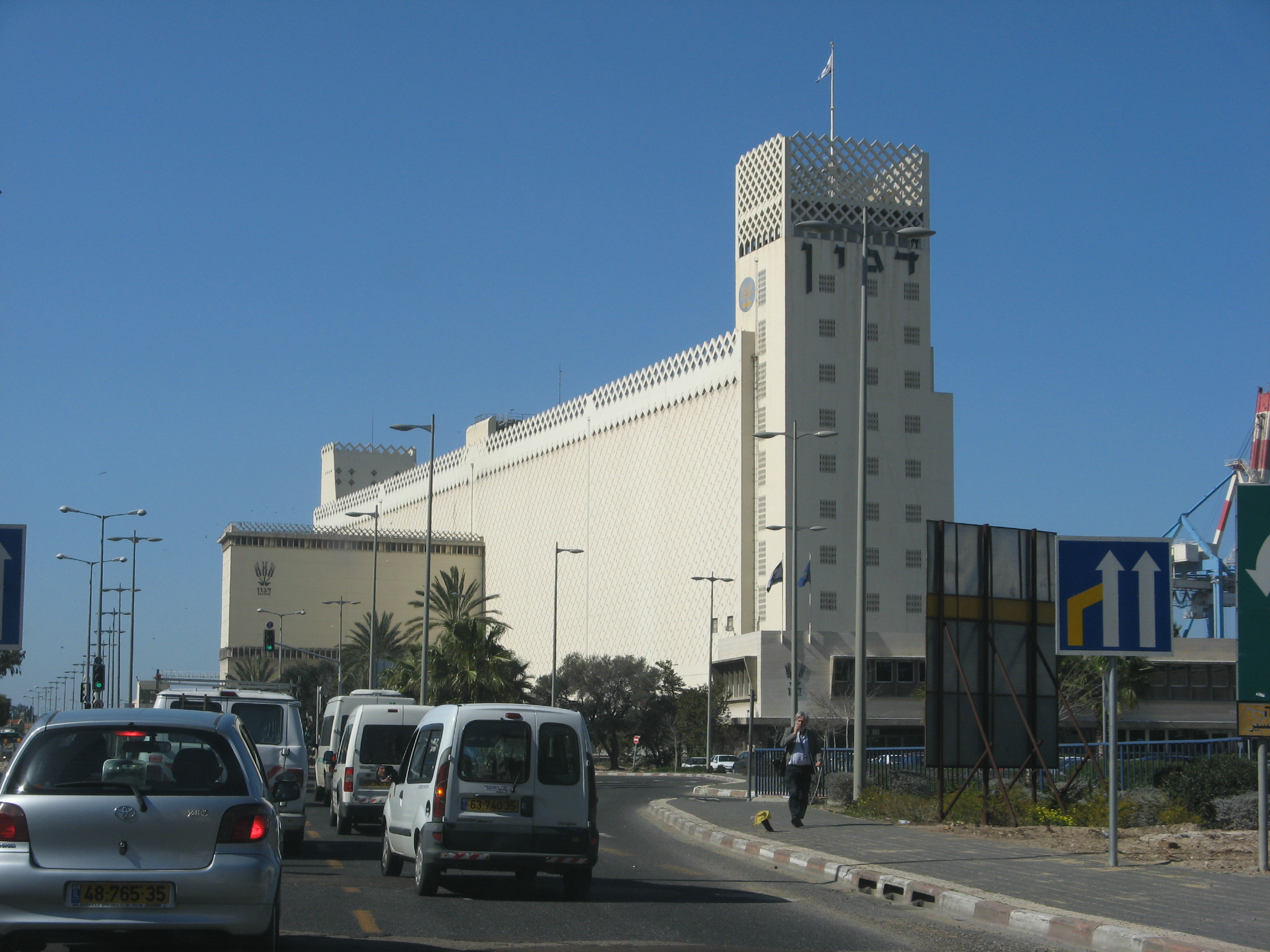
صوامع حبوب داجون في حيفا، صممها في الأصل كلارفاين (1953-1966)

في عام 1934، هاجر كلارفاين مع زوجته غير اليهودية إلسا (المولودة بلقب كون)، والتي كانت مغنية أوبرا، مع ابنهما ماتي أثناء موجة الهجرة الخامسة المعروفة باسم عليا الخامسة إلى فلسطين تحت الانتداب البريطاني، لأنهم لم يروا مستقبلًا في ألمانيا النازية.  :295غيّر كلارفيان اسمه الأول من الاسم السلافي البديل Ossip إلى اللغة العبرية Yosseph.  :295وفي حيفا عمل كلارفاين مهندسًا معماريًا مستقلاً.  :295
معظم أعماله عبارة عن مبانٍ عامة وتجارية، فضلاً عن خطط لتطوير مدن وأحياء منتشرة في جميع أنحاء إسرائيل. فاز تصميم كلارفاين الأصلي لمبنى الكنيست بالإجماع في مسابقة الهندسة المعمارية لعام 1957، واستمر في العمل في المشروع حتى اكتماله، ولكن تم إجراء بعض التعديلات على الخطط.  وصمم بالاشتراك مع ريتشارد كوفمان وهاينز راو، حرم الجامعة العبرية. 

## أعماله
- الكنيسة في Hohenzollernplatz، برلين (1931-1933)
- كنيسة فيشرن، في هام، هامبورغ (1933-1934)
- بيت كرانوت، هادار هاكارمل، حيفا (1936)
- قبر زينا ديزنغوف، مقبرة ترومبلدور، تل أبيب (1937)
- قبر شاؤول تشيرنيتشوفسكي، مقبرة ترومبلدور، تل أبيب (1945)
- كريات هامشلا (مجمع حكومي)، القدس، مع ريتشارد كوفمان وهاينز راو (1950)
- جبل هرتزل وقبر تيودور هرتزل، القدس (1951)
- الجامعة العبرية في القدس، مخطط الحرم الجامعي جفعات رام (1953)
- صوامع حبوب داجون، حيفا (1953-1966)
- الكنيست، القدس (1956-1966) مع شيمون بوزنر، دوف كرمي، رام كرمي، بيل جيليت، ودرة جاد (تصميم داخلي) [6]
- الجناح الإسرائيلي في معرض بروكسل العالمي (1958)
- بيت تسفي، رمات غان
- محطة سكة حديد تل أبيب سافيدور المركزية، تل أبيب
- محطة الحافلات المركزية القديمة في القدس، القدس (مهدمة)